# Celestynów (Zwoleń)
Pour les articles homonymes, voir Celestynów.
Celestynów (prononciation : [t͡sɛlɛsˈtɨnuf]) est un village polonais de la gmina de Zwoleń dans le powiat de Zwoleń de la voïvodie de Mazovie dans le centre-est de la Pologne.
Il se situe à environ 8 km à l'est de Zwoleń (siège de la gmina et du powiat) et 106 km au sud-est de Varsovie (capitale de la Pologne).
Le village compte une population d'environ 60 habitants en 2006.

## Histoire
De 1975 à 1998, le village appartenait administrativement à la voïvodie de Radom.